# Жёны героев
Жёны героев (англ. Military Wives) — британский комедийно-драматический фильм 2019 года, снятый Питером Каттанео по сценарию Розанны Флинн и Рэйчел Таннард. В главных ролях Кристин Скотт Томас, Шэрон Хорган и Джейсон Флеминг. Фильм основан на реальной истории хоров военных жён — сети из 75 хоров на британских военных базах по всей территории Соединённого Королевства и за рубежом, показанных в четвёртом сезоне британского документального телесериала «Хор». 
Мировая премьера фильма состоялась на Международном кинофестивале в Торонто в 2019 году, а в прокат он вышел в Великобритании 6 марта 2020 года от компании Lionsgate.

## Синопсис
Пока их партнёры служат в Афганистане, группа женщин на домашнем фронте создаёт хор и быстро оказывается в центре внимания СМИ и мирового сообщества. 

## В ролях
- Кристин Скотт Томас — Кейт
- Шэрон Хорган[англ.] — Лайза
- Джейсон Флеминг — Крукс
- Грег Уайз — Ричард
- Эмма Лаундес[англ.] — Энни
- Гэби Френч — Джесс
- Лара Росси[англ.] — Руби
- Эми Джеймс-Келли[англ.] — Сара
- Индия Риа Амартейфио[англ.] — Фрэнки
- Лора Чекли[англ.] — Мас
- Софи Дикс[англ.] — Беатрис
- Беверли Лонгхерст — Хилари
- Джек Джеймс Райан — рядовой Шоу
- Карен Сэмпфорд — хористка
- Робби Джи[англ.] — Ред

## Производство
В сентябре 2018 года было объявлено, что Кристин Скотт Томас и Шэрон Хорган присоединились к актёрскому составу фильма, режиссёром которого станет Питер Каттанео, сценаристами — Розанна Флинн и Рэйчел Таннард, а дистрибьютором в Великобритании будет компания Lionsgate. 

## Выпуск
Мировая премьера фильма состоялась на Международном кинофестивале в Торонто 6 сентября 2019 года. Вскоре после этого компания Bleecker Street приобрела права на распространение фильма в США. Он был выпущен в Великобритании 6 марта 2020 года и был запланирован к выпуску в Соединённых Штатах 27 марта. Однако из-за пандемии COVID-19 премьера была перенесена на 22 мая 2020 года, когда фильм выйдет в формате видео по запросу вместо запланированного кинотеатрального релиза. 

## Критика
На сайте-агрегаторе рецензий Rotten Tomatoes фильм имеет рейтинг одобрения 77% на основе 122 рецензий со средней оценкой 6,3/10. Консенсус критиков сайта гласит: «Как и любимая песня, которую вы знаете наизусть, «Жёны героев» не преподносят никаких сюрпризов, но удовольствие от них не становится менее впечатляющим из-за своей привычности». На Metacritic фильм имеет средневзвешенный балл 55 из 100, основанный на отзывах 22 критиков, что означает «смешанные или средние отзывы».
The Guardian назвал фильм «комедийной драмой, которая понравится публике», которая «затрагивает все нужные ноты». Ричард Лоусон из Vanity Fair похвалил игру Скотт Томас и Хорган, написав: «Скотт Томас продаёт фильм и печаль, лежащую в его основе, гораздо лучше, чем всё остальное вокруг неё», но отметил, что фильм кажется «торопливым и слабым».

## Адаптация
24 февраля 2025 года было объявлено, что «Жёны героев» будут адаптированы для сцены в жанре музыкального автомата. Шоу будет в течение ограниченного сезона в Йоркском Королевском театре. Предварительные показы начнутся 10 сентября 2025 года, официальное открытие состоится 16-го числа того же месяца, а закрытие состоится 27 сентября. Спектакль подготовлен Йоркским Королевским театром совместно с Театром Эвримен, Челтнем и Оперным театром Бакстона. Создательница франшизы «Рождество!» Дебби Айситт написала сценарий и выступит в качестве режиссёра, а музыкальное оформление шоу будет выполнено её соавтором по мюзиклу «Рождество!» Джорджем Дайером.